# Nyctalus
Nyctalus é um género de morcegos da família Vespertilionidae. Podem ser encontrados em áreas temperadas e subtropicais da Europa, Ásia e norte de África.
Animais adultos da espécie Nyctalus noctula possuem um comprimento de cerca de 35 cm, sendo umas das espécies de maiores dimensões da Europa ocidental e central. Começa a caça logo que começa a anoitecer, mais cedo do que outras espécies de morcegos europeus. O seu habitat preferido são áreas florestais, onde voa acima das copas das árvores e de maneira rápida. Durante o dia, descansam em buracos de árvores e mesmo em caixas artificiais instaladas em troncos de árvores.
Os membros deste género vivem normalmente em áreas florestais, mas algumas populações podem existir em localidades. Algumas cidades da Europa central possuem populações destes morcegos.
Além da emissão de ultra-sons, estes animais emitem também outro tipo de vocalizações, cuja função é ainda indefinida. Alimentam-se essencialmente de escaravelhos, traças e formigas voadoras. Em complemento aos insectos, a espécie Nyctalus lasiopterus alimenta-se de aves migratórias.
No inverno, tal como os morcegos que habitam em regiões temperadas, hibernam. Buracos de árvores não são suficientemente quentes para este propósito, pelo que costumam procurar cavernas ou cavidades feitas pelo ser humano. Por vezes, os territórios de verão e os de hibernação distanciam-se em  mais de centenas de quilómetros.

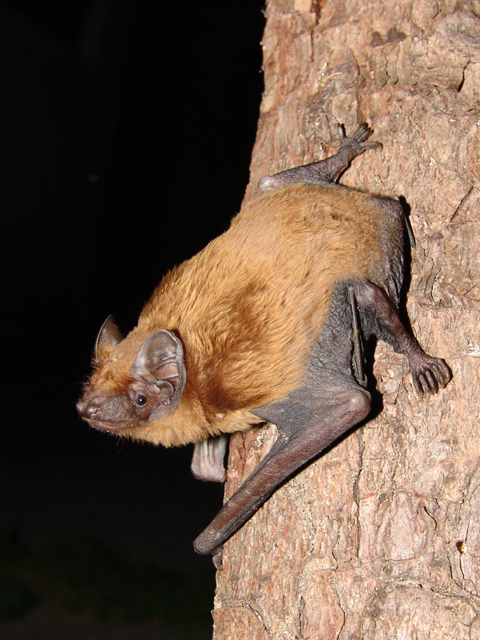
Nyctalus noctula

## Espécies
- Nyctalus aviator (Thomas, 1911)
- Nyctalus azoreum (Thomas, 1901) - Morcego-dos-açores
- Nyctalus furvus Imaizumi e Yoshiyuki, 1968
- Nyctalus lasiopterus (Schreber, 1780)
- Nyctalus leisleri (Kuhl, 1817)
- Nyctalus montanus (Barrett-Hamilton, 1906)
- Nyctalus noctula (Schreber, 1774)
- Nyctalus plancyi Gerbe, 1880